# Empoasca ishiharai
Empoasca ishiharai är en insektsart som beskrevs av Anufriev 1973. Empoasca ishiharai ingår i släktet Empoasca och familjen dvärgstritar. Inga underarter finns listade i Catalogue of Life.